# Diego Menchaca

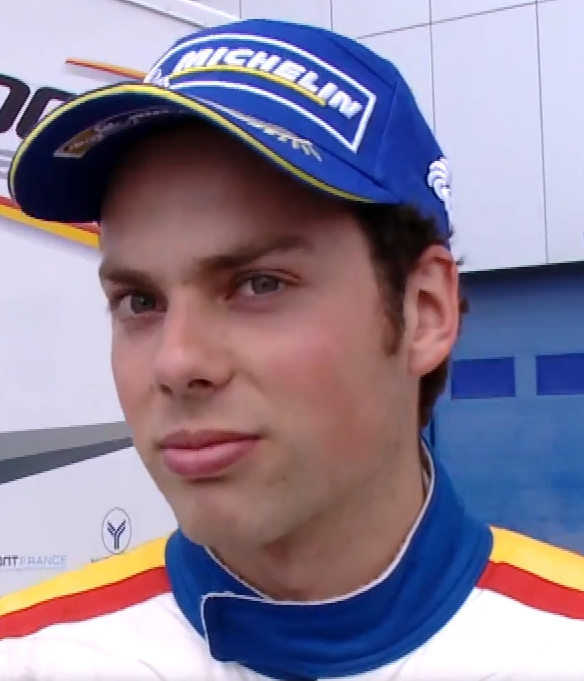
Diego Menchaca (April 2015)

Diego Menchaca González-Quintanilla (* 20. Oktober 1994 in Mexiko-Stadt) ist ein mexikanischer Automobilrennfahrer.

## Karriere

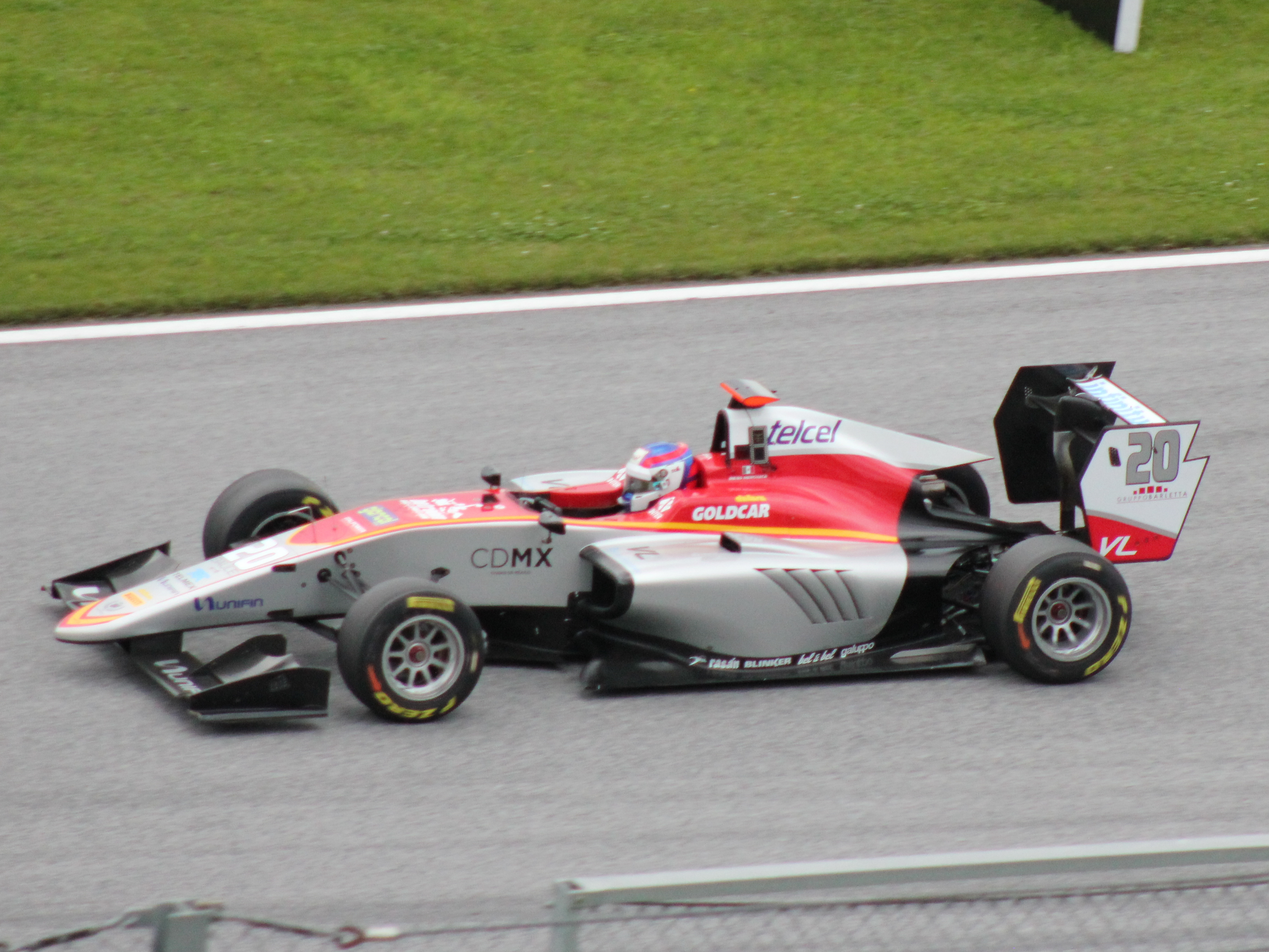
Diego Menchaca beim ersten GP3-Rennen in Spielberg 2018

Menchaca begann seine Motorsportkarriere 2006 im Kartsport, in dem er bis 2009 aktiv blieb. 2010 debütierte er im Formelsport und startete zu zwei Rennen in der LATAM Challenge Series. Er erreichte den 26. Gesamtrang. In der Saison 2011 war er durchgängig in der Serie aktiv und wurde mit drei Podest-Platzierungen Gesamtdritter.
2012 wechselte Menchaca nach Europa und trat für Fortec Motorsport in der britischen Formel Renault an. Er wurde Elfter in der Meisterschaft. 2013 blieb Menchaca zum Teil in der britischen Formel Renault aktiv. Er nahm für Jamun Racing Services an einigen Rennen teil und erreichte Rang 18. Sein Hauptaugenmerk lag in der Saison jedoch auf der BRDC Formula 4 Championship, in der er für MGR Motorsport die Meisterschaft auf dem zehnten Platz abschloss. 2014 wechselte Menchaca innerhalb der BRDC Formula 4 Championship zu Douglas Motorsport. Mit einem Sieg verbesserte er sich auf den siebten Meisterschaftsplatz.
2015 erhielt Menchaca bei Campos Racing ein Cockpit in der Euroformula Open. Während sein Teamkollege Konstantin Tereschtschenko Vizemeister wurde, erreichte er mit einem zweiten Platz als bestem Ergebnis den achten Gesamtrang. In der Euroformula-Open-Saison 2016 blieb Menchaca bei Campos Racing. Mit vier dritten Plätzen verbesserte er sich auf den vierten Platz im Gesamtklassement, während sein Teamkollege Leonardo Pulcini den Titel gewann. 2017 wechselte Menchaca zu Fortec Motorsport in die World Series Formel V8 3.5. Er erreichte mit einem dritten Platz eine Podest-Platzierung und wurde Gesamtneunter.
2018 kehrte Menchaca zu Campos Racing zurück und erhielt ein Cockpit in der GP3-Serie.

## Statistik

### Karrierestationen
| - 2006–2009: Kartsport: - 2010: LATAM Challenge Series (Platz 26) - 2011: LATAM Challenge Series (Platz 3) - 2012: Britische Formel Renault (Platz 11) | - 2013: Britische Formel Renault (Platz 18) - 2013: BRDC Formula 4 Championship (Platz 10) - 2014: BRDC Formula 4 Championship (Platz 7) - 2015: Euroformula Open (Platz 8) | - 2016: Euroformula Open (Platz 4) - 2017: Formel V8 3.5 (Platz 9) - 2018: GP3-Serie (Platz 19) - 2019: Blancpain GT Series Endurance Cup, Silver (Platz 12) |

### Einzelergebnisse in der World Series Formel V8 3.5
| Jahr | Team              | 1   | 2   | 3   | 4   | 5   | 6   | 7   | 8   | 9   | 10  | 11  | 12  | 13  | 14  | 15  | 16  | 17  | 18  | Punkte | Rang |
| ---- | ----------------- | --- | --- | --- | --- | --- | --- | --- | --- | --- | --- | --- | --- | --- | --- | --- | --- | --- | --- | ------ | ---- |
| 2017 | Fortec Motorsport | SIL | SIL | SPA | SPA | MNZ | MNZ | JER | JER | ALC | ALC | NÜR | NÜR | MEX | MEX | COA | COA | BRN | BRN | 94     | 9.   |
| 2017 | Fortec Motorsport | 9   | 7   | 4   | 5   | 7   | DNS | 9   | 9   | 9   | 7   | 8   | 10  | 8   | 5   | 9   | 3   | 8   | 7   | 94     | 9.   |

### Einzelergebnisse in der GP3-Serie
| Jahr | Team          | 1   | 2   | 3   | 4   | 5   | 6   | 7   | 8   | 9   | 10  | 11  | 12  | 13  | 14  | 15  | 16  | 17  | 18  | Punkte | Rang |
| ---- | ------------- | --- | --- | --- | --- | --- | --- | --- | --- | --- | --- | --- | --- | --- | --- | --- | --- | --- | --- | ------ | ---- |
| 2018 | Campos Racing | ESP | ESP | FRA | FRA | AUT | AUT | GBR | GBR | HUN | HUN | BEL | BEL | ITA | ITA | RUS | RUS | UAE | UAE | 3      | 19.  |
| 2018 | Campos Racing | 10  | 12  | 14  | DNF | 14  | 16  | 12  | 11  | 9   | 10  | 19  | 16  | DNF | 15  | DNF | 15  | 18  | 16  | 3      | 19.  |